# سرعت ۲: کنترل سفر دریایی
سرعت ۲: کنترل سفر دریایی (به انگلیسی: Speed 2: Cruise Control) فیلمی اکشن دلهره‌آور محصول سال ۱۹۹۷ آمریکا به کارگردانی یان ده بونت است. این فیلم قسمت دوم فیلم سرعت است. در این فیلم بازیگرانی همچون ساندرا بولاک، جیسون پاتریک، ویلم دفو، تمورا موریسون، مایک هاگرتی، گلن پلامر، کالین کمپ، بو اسونسون، انریکه مورچیانو، جو مورتون ایفای نقش کرده‌اند.

## داستان
یک بمب در یک کشتی تفریحی کار گذاشته شده و باید جلوی انفجار آن گرفته شود وتوقف کشتی منجر به انفجار بمب خواهد شد و…